# 簡明富
簡明富（1979年6月22日—）是前臺灣男子籃球運動員，場上主打控球后卫位置。

## 生平
簡明富高中一年級就讀於聖心高中，但校內沒有甲組球隊，曾向南山高中報到，但南山陣中已經有位置重疊的顏行書與陳暉，後在屏東高中教練金亦清招攬下南下加入屏中，簡明富共替屏中拿下一座HBL高中籃球聯賽冠軍與一次亞軍。1998年5月簡明富身披北銀男籃戰袍征戰日月光社會甲組籃球聯賽。大學進入中國文化大學，大學一年級即加入臺銀男籃。
2002年5月參加籃球替代役檢測，以總成績106.15分名列檢測榜首，夏天入伍服完替代役後進入國家儲訓隊。第3季SBL簡明富奪下抄截王與最佳五人頭銜。
2007年7月臺銀男籃在溪湖國中舉辦為期三天的暑期籃球訓練營，但原訂第三天的活動取消，事後總教練韋陳明與隊長簡明富依原訂出差計畫浮報了一天差旅費，2007年底球隊查帳時發現有異，兩人承認浮報差旅費，球隊原打算提出告訴，但經協調後同意讓兩人主動向臺北地檢署自首，兩人各被臺銀記申誡兩次，韋陳明則辭去總教練職務。2008年初兩人向檢察官自首。2月20日，檢察官開庭調查。2月21日，簡明富退出SBL明星賽與三分球大賽。4月28日，臺北地檢署偵結，給予兩人緩起訴處分，韋陳明需捐新臺幣3萬元給公益團體，簡明富需服40小時義務勞務。
2009年9月臺銀男籃讓簡明富離隊，由於已在臺銀擔任行員，簡明富選擇不加盟其他球隊直接褪下球衣。
2012年第10季SBL，韋陳明重掌臺銀男籃兵符，簡明富復出助陣。2013年1月簡明富在SBL技巧挑戰賽中以兩輪34秒與28秒的成績拿下冠軍。簡明富第10季SBL出賽23場，場均上場15分鐘，繳出3.4分、1.7籃板、1.6助攻的表現。2013年觀護盃簡明富轉任助理教練。2014年3月9日，簡明富第11季SBL首次出賽，先發上場3分2秒，賽後臺銀男籃退休簡明富的1號球衣，簡明富在SBL賽場留下累計1228分、465助攻，場均6.6分、2.5助攻。

## 外部連結
- 簡明富在Eurobasket.com（球員）（英语）